# 格利特尼爾

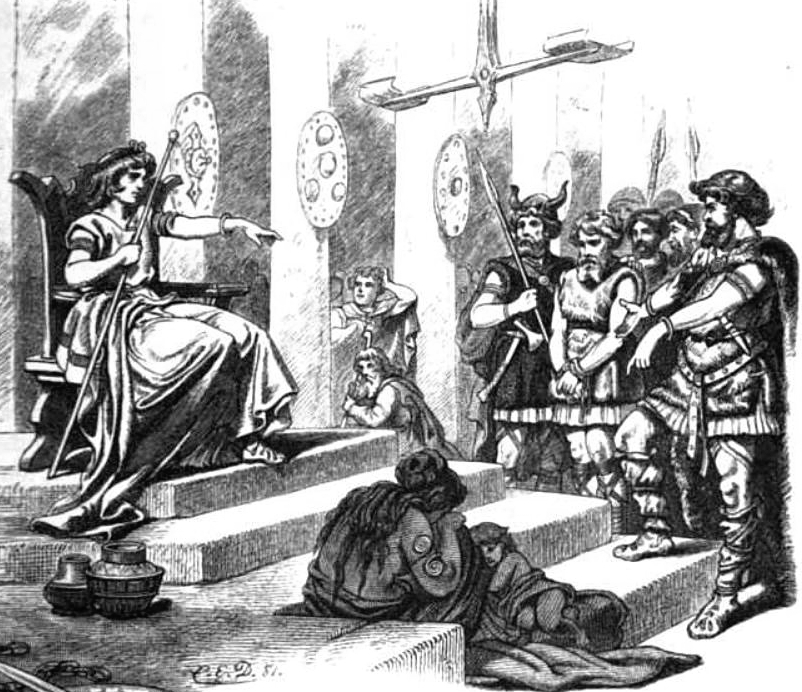
凡賽堤 格利特尼爾

格利特尼爾（Glitnir），北歐神話中的真理之神—凡賽堤（Forseti）的居所。此殿另一個名字是 Shining Hall，意即「閃耀、光亮」，因為此殿有著銀色的屋頂和金色的柱子，散發著光芒，即使在遠處也看得到。